# 伯明翰萊迪伍德 (英國國會選區)
伯明翰萊迪伍德（英語：Birmingham, Ladywood），英國國會一自治市選區，位於英格蘭西米德蘭茲郡伯明翰市中心。創設於1918年。
該區自1970年起一直支持工黨的候選人。2010年大選中工黨的謝巴納·馬哈穆德以55.7%選票勝出，是英國第一批女性穆斯林國會議員之一。